# Orbita cmentarna
Orbita cmentarna – rodzaj orbity, na którą kierowane są statki kosmiczne, które osiągnęły kres swojego resursu. Zużyte satelity oraz rakiety nośne, nawet jeśli nie są uszkodzone, stanowią kosmiczne śmieci, które zagrażają obiektom pracującym na niskiej orbicie okołoziemskiej lub orbicie geostacjonarnej. Zgodnie z postanowieniem Europejskiej Agencji Kosmicznej z 2002 roku, każdy statek kosmiczny, po upływie 25 lat od zakończenia swojej misji, powinien zostać deorbitowany i spłonąć w atmosferze lub zostać wyniesiony 300 kilometrów powyżej pierścienia orbity geostacjonarnej i pozostawiony na orbicie cmentarnej.